# Zell (Dakota del Sud)
Zell è un comunità non incorporata degli Stati Uniti d'America della contea di Faulk nello Stato del Dakota del Sud. Si trova a cavallo della U.S. Route 212 e una volta era una fermata sull'antica Chicago and North Western Railway.

## Storia
Un ufficio postale chiamato Zell era operativo dal 1885. Zell fu pianificata nel 1886. Alcuni credono che questo nome onori i coloni locali, la famiglia Zell, mentre altri credono che la comunità prenda il nome da uno o più luoghi chiamati "Zell" in Germania, Austria o Svizzera.
La St. Mary's Church, School and Convent venne fondata a Zell nel 1883. La scuola cattolica servì la comunità fino al 1963. Il complesso è stato inserito nel National Register of Historic Places nel 1982.
La Chicago and North Western Railway costruì una linea ferroviaria da Redfield a Faulkton nel 1886. Zell divenne una fermata della ferrovia nello stesso anno, fornendo la Zell Farmers Elevator con il trasporto del grano.
Nel 1970, la Chicago and North Western Railway chiuse la linea ferroviaria da Redfield a Gettysburg, lasciando Zell senza servizio ferroviario.